# Carl Gustaf Mannerheim (Fins president)
Baron Carl Gustaf Emil Mannerheim (Askainen, 4 juni 1867 – Lausanne (Zwitserland), 27 januari 1951) was Finlands beroemde stafchef en latere president (1944–1946). Eerder, van 1918 tot 1919, was hij regent van Finland. Tijdens de Finse Burgeroorlog (1918-1919) was hij legeraanvoerder van het Witte Leger dat tegen het Rode Leger van de bolsjewieken (communisten) vocht.

## Achtergrond

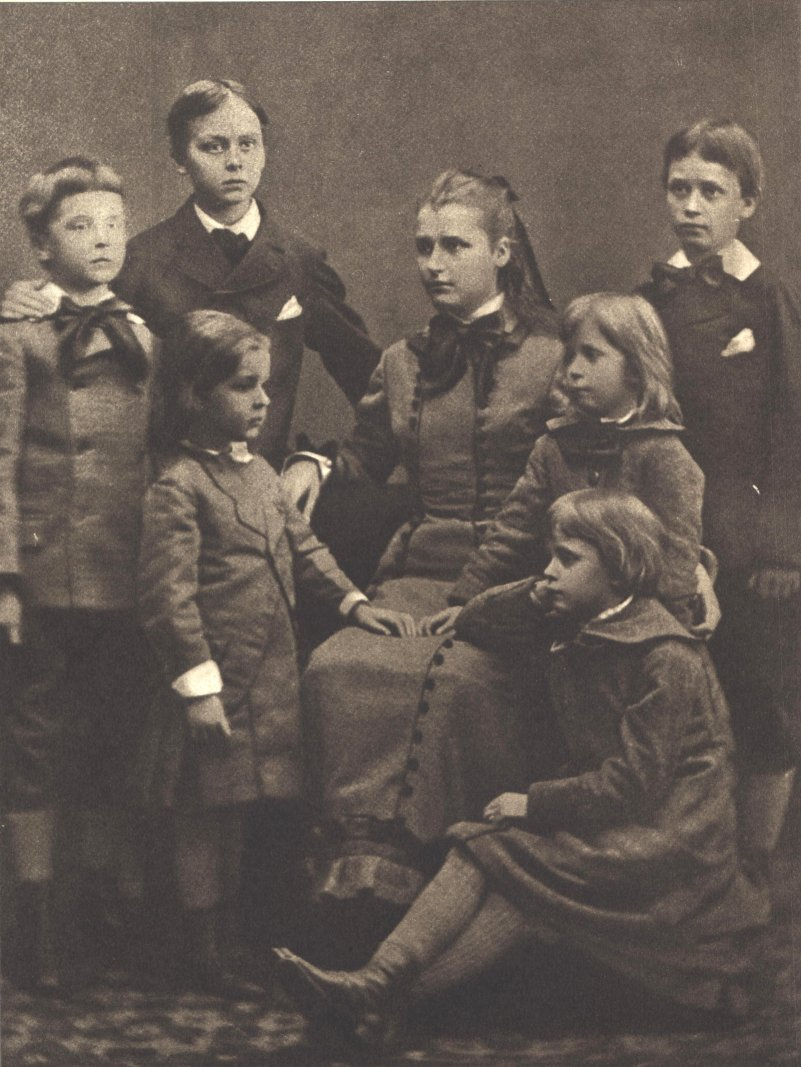
Met zijn familie (Carl Gustaf uiterst rechts)

Mannerheim werd geboren in kasteel Louhisaari te Askainen in een Fins-Zweedse familie met Duitse wortels die in 1768 in de adelstand was verheven. Hij was familie van Adolf Erik Nordenskiöld. Hij was het derde kind in een familie waar de jongste zonen de titel van baron erfden. Naast zijn moedertaal Zweeds sprak Mannerheim ook Fins, Russisch, Frans, Duits en Engels.
Mannerheims overgrootvader, graaf Carl Erik Mannerheim, bekleedde meerdere ambtelijke posities tijdens Finlands vroege jaren van het semi-autonome Russische Grootvorstendom Finland, tevens als lid van de senaat. Mannerheims vader, Telling Carl Robert, was dichter, schrijver en zakenman. Zijn ondernemingen waren niet succesvol en hij ging uiteindelijk failliet. Hij emigreerde later naar Parijs en leefde daar als kunstenaar. Op 5 december 2004 werd Mannerheim verkozen tot grootste Fin aller tijden in het programma Suuret Suomalaiset.

## Militaire carrière
In 1882 ging Mannerheim naar de militaire academie in Hamina. In 1886 werd hij van de academie weggestuurd omdat hij onvoldoende gedisciplineerd was. Hij bezocht daarop het Privé Lyceum van Helsinki. In 1887 ging hij naar de vermaarde Cavalerie School Nicolaas I. In 1889 verliet hij de academie met de rang van kornet. Hij werd direct ingelijfd bij het 15de Alexandria Dragonders Regiment. In 1891 werd hij overgeplaatst naar de cavalerie. Hij bleef bij de cavalerie tot 1904. Hij werkte het grootste deel van zijn tijd bij de Keizerlijke Stallen. Mannerheim groeide uit tot een groot paardenkenner- en liefhebber. In 1903 werd hij chef van een ruiterijtrainingsschool voor cavaleristen.
Tijdens de Russisch-Japanse Oorlog (1904-1905) vocht Mannerheim, met de rang van luitenant-kolonel, bij Moekden. Hij betoonde zich een uiterst moedig militair en hij werd dan ook gepromoveerd tot kolonel. Na de oorlog verbleef hij een tijd in Finland en in Zweden. Daarnaast nam hij ook zitting in de Kamer van Adel. De Kamer van Adel verdween echter in 1906, na de invoering van een grondwettelijke hervorming in het groothertogdom Finland.

## Expeditie naar China
In juli 1906 ging Mannerheim samen met een groep wetenschappers - waaronder de Fransman Paul Pelliot - en militairen naar China. Het team bezocht de streek tussen Tasjkent en Kashgar. In 1908 leidde hij een nieuwe expeditie naar China. Nu ging het echter om een militaire expeditie, omdat het gebied dat het team bezocht van strategisch belang was voor de Russen. Het lag volgens de Russische regering ook binnen de Russische invloedssfeer. In 1910 werd hij bevorderd tot generaal-majoor.

## Regent vanFinland
Toen in augustus 1914 de Eerste Wereldoorlog uitbrak werd Mannerheim naar het front in Galicië gezonden. Hier leidde hij een Russisch cavalerieregiment dat tegen de Oostenrijk-Hongaarse troepen vocht. In december 1914 werd hij vanwege zijn goede prestaties als legercommandant onderscheiden met het St. Joriskruis, een van de hoogste Russische onderscheidingen. Nadien vocht hij aan het Russisch-Roemeense front. Na de Februarirevolutie (1917) werd Mannerheim gepromoveerd tot luitenant-generaal. In september 1917 viel Mannerheim van zijn paard en werd hij met ziekteverlof naar Odessa gestuurd om te revalideren. Na zijn herstel keerde hij naar Finland terug.
Finland werd in november 1917 een onafhankelijke staat. In januari 1918 benoemde het parlement hem tot opperbevelhebber van het Finse leger. Het Finse leger bestond toen slechts uit wat kleine regimenten en Witte Gardisten die in een strijd waren verwikkeld met de communistische Rode Legers van de Finse Socialistische Radenrepubliek. Tijdens de Finse Burgeroorlog verwierf Mannerheim de rang van generaal. Vanuit zijn hoofdkwartier in Seinäjoki gaf hij bevel de nog in Finland verblijvende Russische militairen te ontwapenen en gaf hij opdracht tot de vorming van een Fins leger. Tijdens de laatste weken van de burgeroorlog bevond Mannerheim zich in het buitenland. Juist in deze weken was er sprake van een ware Witte terreur. De Finse nationalisten sloten de bolsjewieken ("De Roden") op in concentratiekampen, waar ziekten en hongersnoden uitbraken. Veel bolsjewieken werden na een 'proces' geëxecuteerd. Mannerheim was een tegenstander van de represailles van de Witten.
Tijdens zijn afwezigheid voerde Mannerheim besprekingen in Londen en Parijs. Deze besprekingen resulteerden in de erkenning van de Finse staat door een aantal mogendheden.

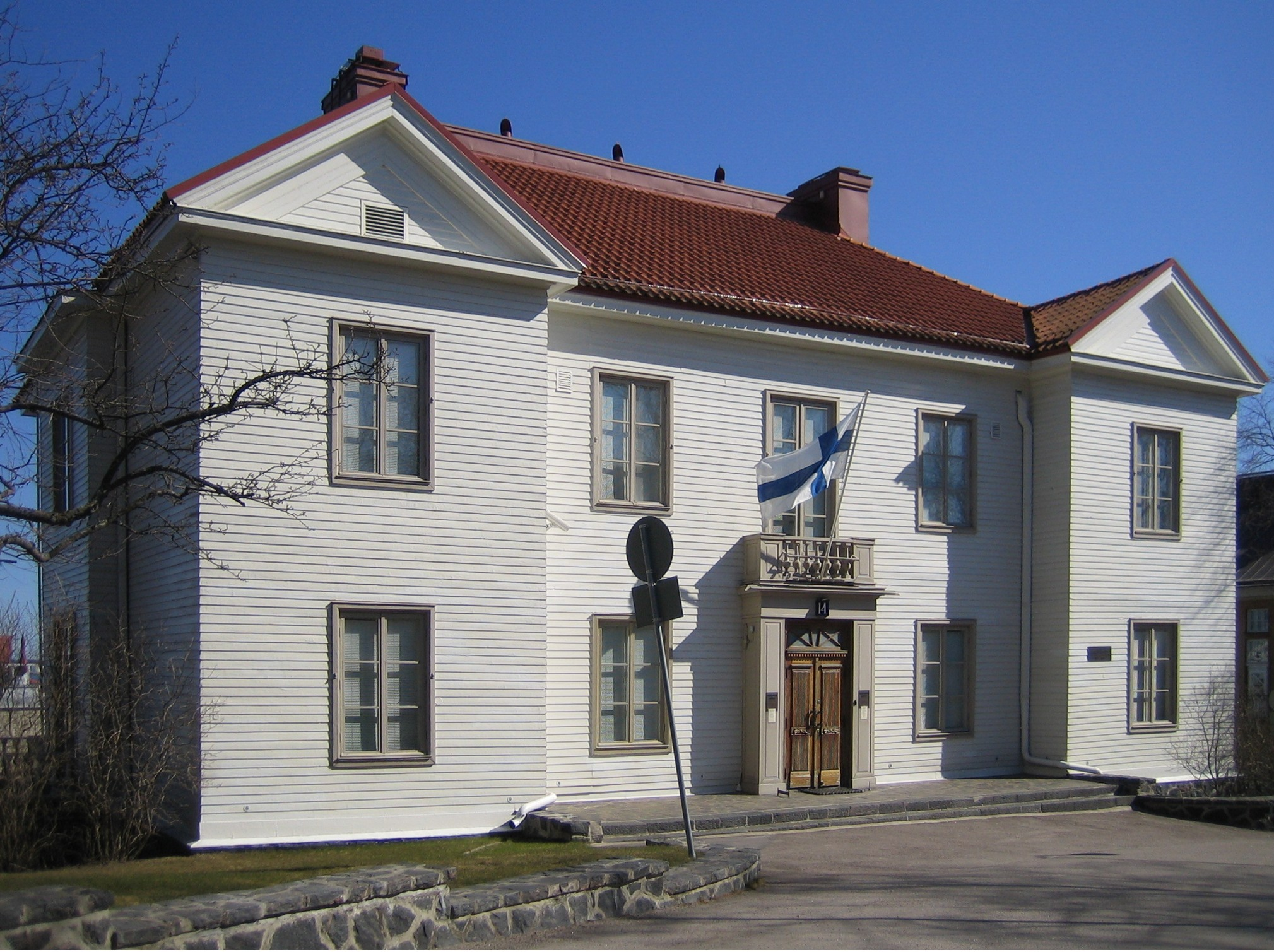
Het Mannerheim Museum (Helsinki)

In september 1918 werd Mannerheim aangewezen als regent (Staatsprotector). Intussen ging een Finse delegatie naar Duitsland om een koning te vinden voor Finland. De keuze voor een Duitse prins lag voor de hand, omdat de Duitsers de Finse nationalisten hadden geholpen in hun strijd tegen het Rode Leger. De keuze viel op prins Frederik Karel van Hessen, een familielid van Wilhelm II van Duitsland. De val van het Duitse Keizerrijk en de victorie van de Entente-mogendheden in november 1918 leidde ertoe dat prins Frederik Karel (Väinö I) de troon niet besteeg. In 1919 werd Finland een republiek. Mannerheim was presidentskandidaat en nam het op tegen Kaarlo Juho Ståhlberg. Ståhlberg won de verkiezing en Mannerheim trok zich terug uit de politiek.

## Winteroorlogen deVervolgoorlog

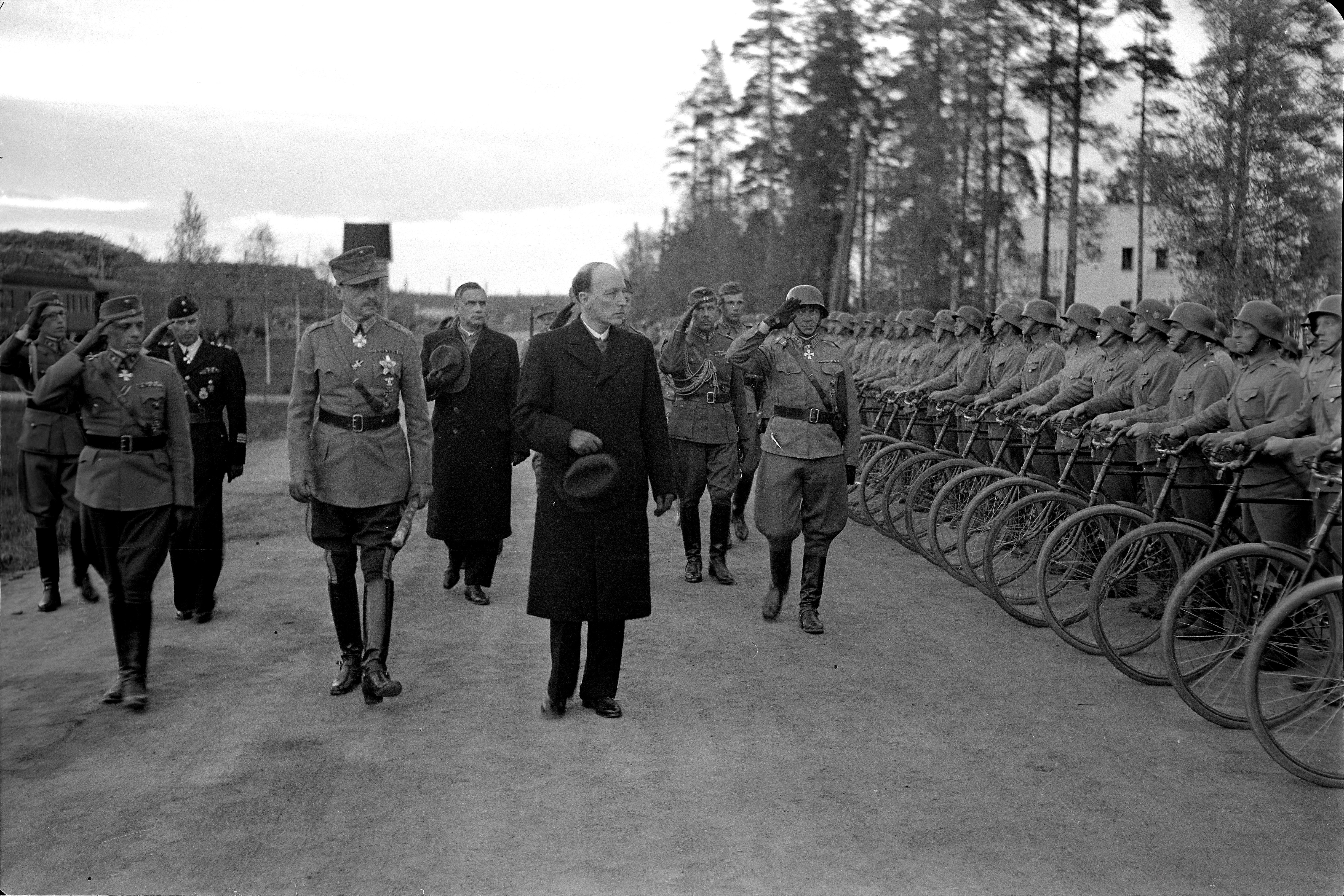
Als maarschalk van Finland

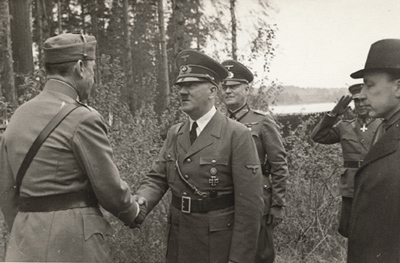
Met Hitler in 1942

Tussen de wereldoorlogen in hield Mannerheim zich bezig met humanitair werk. Hij werkte voor het Rode Kruis van Finland en hij richtte de Mannerheim Kinderstichting op. Een voorstel van extreemrechts om hem na een coup te installeren als dictator wees hij van de hand. Er dient wel te worden opgemerkt dat Mannerheim in de jaren '30 een zekere sympathie aan de dag legde voor de extreemrechtse Lapua-beweging. Na de verkiezing van Pehr Svinhufvud als president in 1931, werd Mannerheim benoemd tot voorzitter van de Nationale Defensie Raad. In 1933 ontving hij de rang van veldmaarschalk.
In november 1939 viel de Sovjet-Unie Finland aan. Mannerheim werd direct benoemd tot opperbevelhebber van het leger. Tijdens de Winteroorlog en de Vervolgoorlog vestigde Mannerheim zich in zijn hoofdkwartier in Mikkeli. De Finnen verzetten zich dapper tegen de Russen, maar in het voorjaar van 1940 capituleerden de Finnen en werd er een vredesverdrag (Vrede van Moskou) getekend. Finland verloor een aantal belangrijke gebieden en meer dan 200.000 Finnen moesten hun huizen ontvluchten. Er leefde na het verdrag dan ook een revanche-gedachte onder een aantal leidende Finse politici.
In 1941 vielen de Duitsers de Sovjet-Unie binnen. De Finse regering verklaarde hierop de oorlog aan de Sovjet-Unie. In deze Vervolgoorlog probeerde Finland de verloren gebieden terug te winnen. Mannerheim weigerde het Finse leger te laten vechten bij Leningrad, omdat dit niets te maken had met de Finse oorlogsdoelen.
Op 4 juni 1942, tijdens Mannerheims verjaardag, ontving hij de titel Maarschalk van Finland. Hij is de enige Fin in de geschiedenis met deze rang. Op zijn verjaardag werd hij ook bezocht door Adolf Hitler. Het bezoek was onaangekondigd en erg blij met het bezoek was Mannerheim niet.
De Finse geheime dienst maakte een bewaard gebleven geluidsopname met een verborgen microfoon, een uniek document waarop Hitler met een charmante stem en een Weens accent over zijn strategie spreekt. Mannerheim werd door zijn eigen land onderscheiden met het Vrijheidskruis met diamanten en het naar hem genoemde "Mannerheimkruis". Mannerheim werd tot grootmeester voor het leven van de militaire Orde van het Vrijheidskruis benoemd.

## President
In 1943 begon het tij te keren. De Sovjets sloegen terug en het Rode Leger plande een groot offensief om de Finnen te verslaan. President Risto Heikki Ryti en Mannerheim zochten naar vrede. Op 4 augustus 1944 trad president Ryti af en Mannerheim volgde hem op. Een maand later sloten Finland en de Sovjet-Unie een wapenstilstand. De oorlog was daarmee nog niet voorbij, omdat de nog in Finland verblijvende Duitse militairen nog moesten worden verjaagd. De strijd die de Finnen tegen de Duitsers streden heet de Laplandoorlog, omdat de oorlogshandelingen zich voornamelijk in Lapland (Noord-Finland) afspeelden.
Op 4 maart 1946 trad Mannerheim als president af. Hij werd opgevolgd door premier Juho Kusti Paasikivi.
In 1947 vertrok Mannerheim om gezondheidsredenen uit Finland. Hij vestigde zich in het Zwitserse Montreux, waar hij zijn memoires schreef. Hij overleed op 28 januari 1951 in Lausanne. Mannerheim kreeg een staatsbegrafenis (4 februari 1951). Hij werd te ruste gelegd op de begraafplaats Hietaniemi (Helsinki).
In 1960 werd een ruiterstandbeeld van Mannerheim onthuld. Het staat in het centrum van Helsinki.

## Privéleven
Mannerheim trouwde in 1892 met de Russische generaalsdochter Anastasia Nicolajevna Arapova (geboren 28 december 1871 en gestorven 30 december 1936). Ze kregen twee dochters, Anastasia (1893-1972), die na bekering tot het katholieke geloof later toetrad tot de Orde der Karmelieten en Sophie (1895-1963). Sinds 1902 leefden Mannerheim en zijn vrouw gescheiden van tafel en bed. In 1919 werd er officieel een echtscheiding uitgesproken.

## Militaire loopbaan
- Sergeant: 7 juli 1888 (Mladschi unterofizer)[2]
- Vaandrig: 8 oktober 1889 (корнет)[3][2]
- Tweede luitenant: 7 juli 1891 (Podporutschtik)[3][2]
- Eerste luitenant: 30 augustus 1893 (Porutschik)[3][2]
- Kapitein: 6 december 1902[3][2]
- Luitenant-kolonel: 7 oktober 1904 (Podpolkownik)[3][2]
- Kolonel: 29 november 1905 (Polkownik)[3][2]
- Generaal-majoor: 13 februari 1911 (генерал-майор)[3][2]
- Luitenant-generaal: 25 april 1917 (Kenraaliluutnantti)[3][2]
- Generaal: 27 januari 1918 (Kenraali)[3] - 7 maart 1918[2]
- Maarschalk: 19 mei 1933 (Sotamarsalkka)[3][2]
- Maarschalk: 4 juni 1942 (Suomen marsalkka)[3] (ere-rang) - 6 juni 1942[2]

## Decoraties
- Grootkruis met Briljanten van het Vrijheidskruis met Zwaarden op 20 maart 1940[4]
- Grootkruis van het Vrijheidskruis met Zwaarden op 30 april 1918[5]
- Orde van het Vrijheidskruis
  - Eerste Klasse op 7 oktober 1941[6]
  - Tweede Klasse op 7 oktober 1941[7]
  - Vierde Klasse met Zwaarden op 6 april 1918[8]
- Commandeuren der Eerste Klasse in de Orde van het Zwaard in 1918[9]
- Commandeuren-grootkruis in de Orde van het Zwaard op 17 maart 1942[10]
- Ridder in de Orde van Sint-George der Vierde Klasse op 18 december 1914[11]
- Orde van Sint-Anna der Tweede Klasse in 1906
- Orde van Sint-Stanislaus der Tweede Klasse met Zwaarden in 1906[12]
- Orde van Sint-Vladimir met Zwaarden op 26 januari 1916[13]
- Commandeur in de Orde van de Serafijnen op 23 maart 1919[14]
- Ridder in de Orde van de Olifant in 1919[15]
- Grootlint in de Orde van de Rijzende Zon[16]
- Legioen van Eer
  - Grootkruis in 1940[17]
  - Officier in 1912[18]
  - Ridder in 1902
- Gouden Grootkruis van de Orde van Verdienste van de Duitse Adelaar op 4 juni 1942[19]
- Ridderkruis met Eikenloof op 5 augustus 1944[20][21]
- Ridderkruis op 30 augustus 1941[20][22]
- Gesp bij het IJzeren Kruis 1939, 1e klasse (1941)[20][23] en 2e klasse (1941)[20][24]
- IJzeren Kruis 1914, 1e en 2e klasse in 1918[20][25]
- Orde van het Adelaarskruis met Zwaarden op 6 juni 1930[26]
- Ridder-grootkruis in de Orde van het Britse Rijk in 1938[27]
- Mannerheim Kruis, 1e[6] en 2e klasse[7] op 7 oktober 1941
- Grootkruis in de Orde van de Hongaarse Republiek met Zwaarden in 1942[28]
- Grootkruis in de Orde van de Hongaarse Republiek in 1941
- Orde van Michaël de Dappere der
  - Eerste Klasse in 1 november 1941[29]
  - Tweede Klasse in 1 november 1941[30]
  - Derde Klasse in 1 november 1941[31]
- Grootkruis met lint en diamanten en zwaarden bij de Orde van de Witte Roos (Finland) op 4 juni 1944
- Grootkruis in de Orde van de Finse Leeuw in 8 april 1944
- Ridder in de Frans Jozef-orde in 1895[32]
- Ridder in de Orde van Sint-Mauritius en Sint-Lazarus in 1902[33]
- Gouden Kruis in de Orde van de Verlosser in 190?
- Orde van Saint Stanislaus (Keizerlijk Huis van Romanov) op 21 april 1905
- Grootkruis in de Orde van de Kroon van Koning Zvonimir met Zwaarden in 1942[34]
- Grootofficier in de Militaire Orde van Savoye op 23 mei 1942[35]
- Gezamenlijke Piloot-Observatiebadge in Goud met Diamanten begin juli 1942
- Gouden medaille van eer van de Litouwse Defensie Garde in 1926[36]
- Grootkruis in de Orde van het Estische Rode Kruis op 10 november 1938[37]
- Orde van het Litouwse Rode kruis der Eerste Klasse op 10 november 1938[38]
- Ereteken van het Duitse Rode Kruis met Eikenloof in 1937[39]
- 300ste verjaardag van de Romanov-dynastie[40]
- Toekenning voor uitstekend paardrijden der Eerste Klasse[41]
- Toekenning voor uitstekend paardrijden der Tweede Klasse[42]
- Ridder in de Orde van de Olifant op 18 februari 1919